# بزرگراه ۱ (عراق)
بزرگراه ۱ یک بزرگراه در عراق می‌باشد که از بغداد تا قامشلی در سوریه گسترده شده‌است. این راه از تاجی، سامرا، تکریت و موصل عبور می‌کند.